# Vassonville
 Vassonville  es una población y comuna francesa, en la región de Alta Normandía, departamento de Sena Marítimo, en el distrito de Dieppe y cantón de Tôtes.

## Demografía
| 350 | 305 | 312 | 354 | 341 | 342 | 337 | 362 | 355 | 347 | 360 | 363 | 331 | 321 | 309 | 294 | 337 | 310 | 325 | 311 | 310 | 274 | 308 | 295 | 280 | 344 | 345 | 256 | 294 | 272 | 277 | 307 | 329 | 376 | 375 | 401 |
| Para los censos de 1962 a 1999 la población legal corresponde a la población sin duplicidades (Fuente: INSEE [Consultar]) |     |     |     |     |     |     |     |     |     |     |     |     |     |     |     |     |     |     |     |     |     |     |     |     |     |     |     |     |     |     |     |     |     |     |     |